# Filmfestival Münster

Logo des Festivals

Das Filmfestival Münster ist eine Veranstaltung der Filmwerkstatt Münster. Es findet alle zwei Jahre jeweils im Herbst der ungeraden Jahre statt. Im Oktober 2013 wurde das Filmfestival in die Rote Liste Kultur des Deutschen Kulturrates aufgenommen und in die Kategorie 2 als gefährdet eingestuft.

## Geschichte
Das erste Festival fand 1981 im Cinema unter dem Titel „Filmzwerge“ statt. Es war noch ein reines Kurzfilmfestival. Anfang der 1990er Jahre wechselte das Festival ins Schloßtheater, wo es 2003 zum letzten Mal stattfand.

## 2005
Vom 19. bis zum 23. Oktober 2005 fand das 11. Filmfestival im Kino Stadt New York statt. Es gab einen deutschsprachigen Kurzfilmwettbewerb, an dem 68 von 520 eingereichten Filmen teilnahmen. Hier wurden Preise von insgesamt 8500 Euro vergeben. Erstmals gab es auf dem Filmfestival einen europäischen Spielfilmwettbewerb, in dem acht Filme um den Regiepreis in Höhe von 10000 Euro wetteiferten. Gewonnen hat der Rumäne Radu Mihăileanu mit seinem Film Live and Become. Im Rahmenprogramm liefen in Zusammenarbeit mit der Stiftung film|spiegel Filme von und über Theo van Gogh. Die Reihe Himmel und Hölle zeigte fünf Liebesgeschichten in Kooperation mit dem Bistum Münster. In der Münster Connection liefen Filme, die von der Filmwerkstatt Münster produziert wurden. Eine Tatort-Vorpremiere rundete das Programm ab.

## 2007
Das 12. Festival fand vom 17. bis zum 21. Oktober 2007 im Cineplex Münster statt. Im Europäischen Spielfilmwettbewerb „Work! Don’t Work!“ zum Thema Arbeit nahmen acht Filme teil. Der mit 10000 Euro dotierte Regiepreis wurde von dem Finnen Aleksi Salmenperä mit seinem Film Man’s job gewonnen. Der Debütspielfilm Gegenüber von Regisseur Jan Bonny erhielt von der Jury eine lobende Erwähnung.
Am deutschsprachigen Kurzfilmwettbewerb nahmen 52 Filme teil. Der Große Preis der Filmwerkstatt Münster in Höhe von 5000 Euro ging an den Kurzfilm Hochhaus von Nikias Chryssos, der Förderpreis des WDR in Höhe von 2500 Euro an Hilda & Karl von Toke Constantin Hebbeln und der Publikumspreis in Höhe von 1000 Euro an 15 Minuten Wahrheit von Nico Zingelmann. Lobende Erwähnungen erhielten Mr. Schwartz, Mr. Hazen & Mr. Horlocker von Stefan Müller und Kobe von Rainer Komers. Der Kurzfilm Frl. Pabst & Frl. Wüst von Christa Pfafferott erhielt einen Sachpreis, das erstmals von einer Schüler-Jury vergeben wurde.
Der Drehbuchförderpreis Münster.Land ging an Ruth Olshan und Heike Fink für Himbeeren mit Senf.

## 2009
Das 13. Filmfestival Münster fand vom 7. bis 11. Oktober 2009 im Cineplex statt. Einsendeschluss für Filmeinreichungen war der 1. Juli. Mit rund 7.000 Besuchern war es das bisher erfolgreichste Festival. Der deutschsprachige Kurzfilmwettbewerb präsentierte einmal mehr alle Themen und Genres, der europäische Spielfilmwettbewerb stand in diesem Jahr unter dem Motto Risiko.
Ein Höhepunkt des Festivals war gleich am Eröffnungstag die Deutschlandpremiere des Spielfilms Unter Bauern – Retter in der Nacht mit Veronica Ferres in der Hauptrolle, der die Überlebensgeschichte der Jüdin Marga Spiegel erzählt, die während der Zeit des Nationalsozialismus von münsterländischen Bauern versteckt und dadurch vor der Deportation und Ermordung gerettet wurde. Auch die Folge Tempelräuber des ARD-Münster-Tatorts wurde als Kinopremiere während des Festivals im Cineplex gezeigt.
Sieger des Europäischen Spielfilmwettbewerbs zum Thema »Risiko« wurde das sperrig-poetische Film-Märchen Versailles (einer der letzten Auftritte des verstorbenen Guillaume Depardieu) von Regisseur Pierre Schoeller, der sich sichtlich gerührt über die Ehrung zeigte. Im Kurzfilmwettbewerb ging der Große Preis der Filmwerkstatt Münster an Daniel Büttner und Max Baberg für ihren Animationsfilm Fallen gelassen. Lobende Erwähnungen gab es für den Darsteller Jacob Matschenz im Film Fliegen und Patrick Doberenz und Philipp Enders für ihre innovative Kurzdokumentation Man stirbt. Gewinner des Publikumspreises, gestiftet von den Münsterschen Filmtheater-Betrieben, wurde die Dokumentation Wagah von Supriyo Sen über ein absurdes Spektakel am einzigen Grenzübergang von Indien und Pakistan. Mit dem Förderpreis des WDR Studio Münster wurde der berührende Film Regenbogenengel von Anna Kasten ausgezeichnet. Beim Wettbewerb im Schulprogramm verlieh die Schülerjury ihren Preis zum Thema »Courage« an den 10-minütiger Kurzfilm Widerstand von Baris Aladag.
Rund um die Wettbewerbsbeiträge belebten die neue Sektion »Unheimlich & Böse« für Fans des fantastischen Films, die »Münster Connection« mit Produktionen aus der Region, die Reihe "film|spiegel" mit aktuellen Werken aus den Niederlanden, die "Record-Riot Festivalparty" die Atmosphäre. Als Sonderveranstaltung gab die über zwei Wochen laufende Ausstellung »risk.view« Einblick in die aktuelle Videokunst-Arbeit von Studenten der ArtEZ Art & Design (Kunstakademie Enschede) und der Kunstakademie Münster.

## 2011
Das 14. Filmfestival Münster 2011 fand vom 12. bis zum 16. Oktober 2011 statt. Bis zum 30. Juni 2011 konnten Filmemacher ihre Beiträge für den deutschsprachigen Kurzfilmwettbewerb und für den europäischen Spielfilmwettbewerb, der in diesem Jahr mit dem Thema "Was das Leben zusammenhält" in die vierte Runde ging, einreichen.
Für den deutschsprachigen Kurzfilmwettbewerb waren über 550 Filmeinreichungen im Festivalbüro angekommen, für den europäischen Spielfilmwettbewerb waren 75 Produktionen aus ganz Europa eingetroffen. Das Schulprogramm stand unter der Überschrift „Freundschaft“; in der Niederlande-Filmreihe wurden Dokumentationen aus dem Nachbarland präsentiert; der Spätblock „Unheimlich & Böse“ bot eine Auswahl fantastischer Filme für nervenstarke Nachtschwärmer. Die Reihe „Die besten Kurzen“ zeigte quer durch alle Stil- und Kunstrichtungen, Inhalte und technischen Umsetzungsmöglichkeiten des Kurzfilms der vergangenen 30 Jahre die Kurzfilmwettbewerb-Gewinnerfilme der Festivalausgaben von 1981–2009. In der Sektion „Münster-Connection“ waren aktuelle Produktionen aus der Region zu sehen. Zum Rahmen des Festivals gehörte die Ausstellung „Times are us“ mit zwölf Positionen zur Videokunst, die ab dem 30. September 2011 in der Ausstellungshalle zeitgenössische Kunst Münster zu sehen war.
Den mit 7.500 Euro dotierten Preis für die beste Regie im Europäischen Spielwettbewerb, bekam der ehemalige Regieassistent von Fatih Akın, der 36-jährige Türke Seren Yüce für seinen Film "Majority". Der Große Preis der Filmwerkstatt, dotiert mit 5.000 Euro, ging zu gleichen Teilen an den Animations- und Dokumentarfilm "Leonids Geschichte" von Rainer Ludwigs und Tetyana Chernyavska über ein wahres Schicksal im Schatten von Tschernobyl, sowie an den Kurzspielfilm "Vatermutterkind" von Daniel Karl Krause. Mit dem Förderpreis des WDR-Studios Münster, dotiert mit 3.000 Euro, wurde der 31-minütige Kurzfilm "Jessi" von Mariejosephin Schneider ausgezeichnet. Den Publikumspreis der Münsterschen Filmtheater-Betriebe in Höhe von 1.000 Euro erhielt Till Nowaks 6-minütiger Film "The Centrifuge Brain Project". Im Kurzfilmprogramm der Schulen wurde zum ersten Mal der von der Untertitelwerkstatt Münster gestiftete Schülerjurypreis "OmU" verliehen, der die Untertitelung des nächsten Films des Preisträgers beinhaltet. Ihn gewann die Tragikomödie "Daniels Asche" von Boris Kunz.

## 2013
Das 15. Filmfestival Münster fand vom 09. bis 13. Oktober 2013 statt. Das biennale Filmfestival ist mittlerweile eine fest etablierte Größe in der bundesweiten Filmfestivallandschaft.
In den Mittelpunkt des Europäischen Spielfilmwettbewerbes wurde das Thema "Zeit" gestellt.
Der Europäische Spielfilmwettbewerb umfasste acht Beiträge von jungen Regisseuren, die sich entweder inhaltlich oder ästhetisch mit dem Thema „Zeit“ auseinandersetzten. Eine Jury, die mit europäischen Filmschaffenden besetzt war, vergab den Preis für die beste Regie.
Der Kurzfilmwettbewerb bot einen repräsentativen Querschnitt von Produktionen der vergangenen zwei Jahre aus Deutschland, Österreich und der Schweiz. Aus 560 Einreichungen von Filmen mit bis zu 45 Minuten Länge wurden 45 Filme für die sieben Programmblöcke dieses Wettbewerbs ausgewählt. Gleich drei dotierte Nachwuchs-Förderpreise wurden in dieser Sektion ausgelobt.
Im Schulprogramm „Filmreif – Kurze für Teens“, das sich thematisch mit dem Leitmotiv assoziierte, wurden unterschiedliche Kurzfilmblöcke für Schulklassen präsentiert. Eine Jugendjury bewertete selbst und vergab den Preis für die beste Umsetzung zum Thema.
Im umfangreichen Rahmenprogramm präsentierte die Reihe "Unheimlich und Böse" außergewöhnliche Werke aus dem Bereich des fantastischen Films. Kreative aus der Region stellten ihre Arbeiten in der Münster-Connection vor. Und Dokumentarfilme aus Deutschland und Europa beleuchteten in der Sektion Doks Special Time weitere Perspektiven zum Hauptthema „Zeit“.
Das Sonderprogramm bereicherte vom 4. bis 31. Oktober die Video- und Medienkunstausstellung „one of us cannot be wrong“ mit Exponaten in der Kunsthalle Münster. Und im mehrtägigen Symposium filmLab EU 2.0 tauschten sich Filmwerkstätten und Initiativen über Professional Alternative Filmmaking in Europe aus.

## 2015
Das 16. Filmfestival Münster fand vom 23. bis zum 27. September 2015 statt. Über einhundert Filmemacher waren eingeladen, ihre neuesten Werke vorzustellen und mit dem Publikum zu diskutieren.
Im Europäischen Spielfilmwettbewerb standen acht Filme zur Auswahl, im Kurzfilmwettbewerb waren 37 Filme aus Deutschland, Österreich und der Schweiz am Start. Die "Münster Connection", in der bisher Filme aus Münster gezeigt wurden, wurde in diesem Jahr erstmals auf ganz Westfalen ausgeweitet. In dieser Sektion wurden auch Musikvideos gezeigt, die Münsteraner Jugendliche zwischen 10 und 14 Jahren in zwei Sommerworkshops selbst gedreht und geschnitten haben. Die Sektion "Nightwatch" bot zu später Stunde eine Auswahl an Thrillern und Horrorfilmen.
Das Filmfestival Münster verfügte auch im Jahr 2015 über einen deutschlandweit einmaligen Schwerpunkt: In der Sektion "Focus NL" wurden aktuelle Filme aus den Niederlanden gezeigt. Zusätzlich wurde dem niederländischen Kameramann Robby Müller, der auch als Ehrengast anwesend war, eine Hommage gewidmet.
Besonders für Jugendliche zwischen 10 und 14 Jahren wurden die Filme "Der Junge und die Welt" und "X+Y" gezeigt.
Im Cinema Münster warfen die "Tage des Provinzfilms" einen dokumentarischen Blick auf Menschen und Geschichten abseits der Metropolen. Außerdem präsentierten junge Künstler aus Nordrhein-Westfalen und den Niederlanden im Rahmen der Ausstellung "and in the meantime a latte macchiato" in der Kunsthalle Münster ihre aktuellen Positionen zur Video- und Medienkunst.
Das filmLab 3.0, das am 24. und 25. September stattfand, bot unabhängigen Filmwerkstätten und -organisationen die Möglichkeit, sich untereinander zu vernetzen.
| Sektion                          | Preis                                                      | Preisträger        | Film                                       |
| -------------------------------- | ---------------------------------------------------------- | ------------------ | ------------------------------------------ |
| Europäischer Spielfilmwettbewerb | Beste Regie                                                | Micah Magee        | Petting Zoo                                |
| Kurzfilmwettbewerb               | Großer Preis der Filmwerkstatt                             | Daniel Abma        | Vorwärtsgang                               |
| Kurzfilmwettbewerb               | Großer Preis der Filmwerkstatt                             | Rhona Mühlebach    | Abseits der Autobahn                       |
| Kurzfilmwettbewerb               | Lobende Erwähnung                                          | Barbara Kronenberg | Die Ballade von Ella Plummhoff             |
| Kurzfilmwettbewerb               | Förderpreis des WDR Studio Münster                         | Patrick Vollrath   | Alles wird gut                             |
| Kurzfilmwettbewerb               | Publikumspreis (Stifter: Münstersche Filmtheater-Betriebe) | Erik Schmitt       | Forever Over                               |
| Westfalen Connection             | Publikumspreis                                             | Nina Mielitz       | Was wisst ihr denn eigentlich schon davon? |

## 2017
Der 17. Filmfestival Münster fand im Schlosstheater vom 4. bis zum 8. Oktober 2017 statt. Die Fachjury bestand aus dem Schauspieler Wanja Mues, der Kunsthistorikerin Kristina Scepanski und Drehbuchautor und Regisseur Matthias Kutschmann. 32 Kurzfilme würde für das Wettbewerb eingereicht.
| Sektion                          | Preis                                                      | Preisträger                        | Film          |
| -------------------------------- | ---------------------------------------------------------- | ---------------------------------- | ------------- |
| Europäischer Spielfilmwettbewerb | Beste Regie                                                | Guðmundur Arnar Guðmundsson        | Heartstone    |
| Kurzfilmwettbewerb               | Großer Preis der Filmwerkstatt                             | Flurin Giger                       | Ruah          |
| Kurzfilmwettbewerb               | Lobende Erwähnung                                          | Volker Schlecht und Alexander Lahl | Kaputt        |
| Kurzfilmwettbewerb               | Publikumspreis (Stifter: Münstersche Filmtheater-Betriebe) | Duc Ngo Ngoc                       | Obst & Gemüse |
| Westfalen Connection             | Publikumspreis                                             | Rainer Bärensprung                 | Werner        |

## 2019
Das 18. Filmfestival Münster fand zwischen dem 18. und dem 22. September 2019 statt. Den Preis für die beste Regie vergab die internationale Jury für den Europäischen Spielfilmwettbewerb, die aus den Schauspieler Götz Otto, Produzenten Herbert Schwering und den niederländischen Filmkurator Johan Bunt bestand. Für den Kurzfilmwettbewerb waren 34 Filme aus 14 Ländern eingereicht. Die Jury bestand aus der niederländische Regisseurin Anna Eijsbouts, den Regisseur Boris Seewald, und die Schauspielerin und Fotografin Patrycja Planik.
| Sektion                          | Preis                                                      | Preisträger         | Film                                                    |
| -------------------------------- | ---------------------------------------------------------- | ------------------- | ------------------------------------------------------- |
| Europäischer Spielfilmwettbewerb | Beste Regie                                                | Quarxx              | Tous les dieux du ciel (All the Gods in the Sky)        |
| Kurzfilmwettbewerb               | Großer Preis der Filmwerkstatt                             | Lorenzo Puntoni     | Aquarium                                                |
| Kurzfilmwettbewerb               | Lobende Erwähnung                                          | Linde van der Storm | Tot het einde van de wereld (Till the End of the World) |
| Kurzfilmwettbewerb               | Publikumspreis (Stifter: Münstersche Filmtheater-Betriebe) | Charlie Manton      | November 1st                                            |
| Westfalen Connection             | Publikumspreis                                             | Beatrice Aliné      | Absence of Light                                        |

## 2021
Das 19. Filmfestival Münster fand vom 16. bis zum 26. September im Schloßtheater statt. Es wurde circa 80 Kurz- und Langfilmen gezeigt. Die Jury für den Europäischer Spielfilmwettbewerb bestand aus dem Filmproduzent Andreas Brauer, Sonja Hofmann und die Filmregisseurin und Drehbuchautorin Pia Strietmann.
| Sektion                          | Preis                                                      | Preisträger        | Film                 |
| -------------------------------- | ---------------------------------------------------------- | ------------------ | -------------------- |
| Europäischer Spielfilmwettbewerb | Beste Regie                                                | Noémie Merlant     | Mi iubita, mon amour |
| Kurzfilmwettbewerb               | Großer Preis der Filmwerkstatt                             | Robin Trouillet    | Der Dreher–81RPM     |
| Kurzfilmwettbewerb               | Publikumspreis (Stifter: Münstersche Filmtheater-Betriebe) | Ferdinand Arthuber | Girl Meets Boy       |
| Westfalen Connection             | Publikumspreis                                             | Zauri Matikashvili | Mavis und Kosmas     |

## 2023
Das 20. Filmfestival Münster unter der Leitung von Carsten Happe fand vom 22. September bis zum 1. Oktober im Schloßtheater statt. Es wurde 32 Kurzfilme in dem Europäischen Kurzfilm Wettbewerb und auch weitere Langfilme gezeigt. Die Jury für den Europäischer Spielfilmwettbewerb bestand aus der Filmeregisseurin Katharina Huber, Comiczeichnerin und Regisseurin Ziska Riemann und der Filmemacher Huw Wahl:
| Sektion                                 | Preis                              | Preisträger      | Film                                                                    |
| --------------------------------------- | ---------------------------------- | ---------------- | ----------------------------------------------------------------------- |
| European First Feature Film Competition | Beste Regie                        | Valentina Maurel | I Have Electric Dreams (Tengo sueños eléctricos)                        |
| Europäischer Kurzfilmwettbewerb         | Bester Kurzfilm                    | Frederic Kau     | Mitläufer                                                               |
| Europäischer Kurzfilmwettbewerb         | Lobende Erwähnung                  | Jonathan Berlin  | Gedanken eines jungen Menschen beim Anblick einer sich auflösenden Welt |
| Kurzfilmwettbewerb                      | Publikumspreis                     | Teemu Nikk       | Tuulikki                                                                |
| Westfalen Connection                    | Publikumspreis für besten Kurzfilm | Mark Lorei       | Die Spökenkiekerin und das Fräulein                                     |
| Westfalen Connection                    | Publikumspreis für besten Langfilm | Patrick Büchting | Morgen irgendwo am Meer                                                 |

## 2025
Der 2025 Filmfestival Münster soll vom 19. bis 28. September stattfinden. Es wird zwei Hauptwettbewerbskategorien geben: die European First Feature Film Competition (Langfilm) und die European Short Film Competition (für Kurzfilme aller Genres).

## Nachweise
1. ↑  filmfestival münster 2007: Preisträger. In: muenster.org. Abgerufen am 10. Dezember 2022.
2. ↑  Jury for the Short Film Competition Fixed. Filmfestival Münster, 8. September 2017, abgerufen am 6. Oktober 2021.
3. ↑  Filmfestival Münster 2019 - The award winners. Filmfestival Münster, 24. September 2019, abgerufen am 6. Oktober 2021.
4. ↑  Filmfestival Münster 2021: Die Preisträger. Filmfestival Münster, abgerufen am 6. Oktober 2021.
5. ↑  Die Preisträger:innen des Filmfestival Münster 2023. Filmfestival Münster, abgerufen am 9. Februar 2025.
6. ↑  Filmfestival Münster 2025: Call for Entries. Filmfestival Münster, abgerufen am 9. Februar 2025.